# Uriah Shelton
Uriah Justus Shelton, né le 10 mars 1997 à Dallas au Texas est un acteur et chanteur américain. Il est connu pour son rôle de Joshua Matthews dans la sitcom de Disney Channel Le Monde de Riley (Girls Meets World).

## Biographie
Uriah est né à Dallas au Texas mais quand il eut 1 mois, sa famille déménagea à Magnolia Springs en Alabama.
Grandissant, Uriah se trouva des intérêts dans les arts martiaux, le piano et le football. À l'âge de 7 ans, il prend des cours de mannequinat avec son cousin Charli. Son talent le mène à une compétition à Orlando, après laquelle il fut suivi par de multiples agences à Los Angeles et New York. Réalisant qu'il adorait la comédie, lui et sa mère ont décidé de se rendre à Los Angeles pour poursuivre sa carrière d'acteur.

## Carrière
Il a immédiatement commencé à travailler dans les publicités mais s'est aussi concentré sur son amour des arts martiaux, qui a abouti à le faire devenir Champion de Californie ATA Tae Kwon Do en 2006 dans toutes les catégories, y compris les armes et sparring extrêmes.
Après avoir accompli son but, Uriah a retourné toute son attention sur son métier d'acteur. Il a commencé à travailler sur des émissions de télévision, dont FBI : Portés disparus, Ghost Whisperer, La Vie de croisière de Zack et Cody ainsi que le film indépendant Alabama Moon.
Shelton a joué le rôle principal de Henry Matthews dans le film Lifted, l'histoire d'un chanteur dont la vie familiale est perturbée quand son père est déployé en Afghanistan. Le garçon, en dépit de nombreux obstacles, voudrait participer à un concours de chant. Écrit et réalisé par Lexi Alexander, il joue un jeune chanteur de sensation aux côtés de Ruben Studdard et Trace Adkins. Shelton a écrit et chanté la chanson "I Miss You", dans le film.
Uriah apparaît également dans la série de A&E, The Glades, l'histoire d'un détective de Chicago qui a déménagé en Floride du Sud, après avoir été faussement accusé de coucher avec la femme de son capitaine. Il joue Jeff Cargill, le fils rebelle de l'infirmière, joué par Kiele Sanchez. Actuellement, il a un rôle récurrent dans la sitcom de Disney Channel Le Monde de Riley (Girls Meets World) où il joue Joshua Matthews, suite de Incorrigible Cory (Boys Meets World) diffusé de 1993 à 2000.
Le 21 novembre 2023, les studios d'Amazon a commandé la sérié Imbattables (Motorheads) du scénariste et showrunner John A. Norris, produite par Jax Media (en) et Amazon MGM Studios. Il joue aux cotés de Ryan Phillippe, Nathalie Kelley, Michael Cimino, Melissa Collazo (en) et Nicolas Cantu. La série est sortie le 20 mai 2025 sur Prime Video.

## Filmographie

### Cinéma
- 2008 : Desperate Teachers : Enfant à l'école
- 2008 : Ring of Death : Tommy Wyatt
- 2008 : Nanny Express : Ben Chandler
- 2010 : Alabama Moon : Kit
- 2011 : Lifted : Henry Matthews
- 2017 : The Warrior's Gate : Jack Bronson
- 2019 : Skywatch[2] : Mike
- 2020 : Freaky : Booker Strode
- 2022 : Face a l'inhumain (Unhuman) : Danny

### Télévision
- 2007 : FBI : Portés disparu : Brett Henbdricks
- 2007 : Ghost Whisperer : William jeune
- 2009 : Monk : Brian
- 2009 : La Vie de croisière de Zack et Cody : Prince Jeffy
- 2009 : Trust Me : Jack McGuire (3 épisodes)
- 2009 : Trauma : Rudy (saison 1, épisode 2)
- 2010 : The Glades : Jeff Cargill
- 2011 : L'Heure de la peur : Pete (1 épisode)
- 2012 : Last Man Standing : Ben Milbauer (1 épisode)
- 2014-2017 : Le Monde de Riley : Joshua Matthews (4 épisodes)
- 2017 : 13 Reasons Why : Pratters
- 2018 : NCIS : Los Angeles : Finn
- 2019 : Looking for Alaska : Longwell
- depuis 2025 : Imbattables (Motorheads) : Curtis Young (10 épisodes)